# Siège de Roses (1808)
Pour les articles homonymes, voir Siège de Roses.
Guerre d'indépendance espagnole
Batailles
- Durango (10-1808)
- Balmaseda (11-1808)
- Burgos (11-1808)
- Roses (11-1808)
- Espinosa (11-1808)
- Tudela (11-1808)
- Bubierca (11-1808)
- Somosierra (11-1808)
- Cardedeu (12-1808)
- Saragosse (12-1808)
- 1re Molins de Rei (12-1808)
- Sahagún (12-1808)
- Benavente (12-1808)
- Mansilla (12-1808)
- Castelló d'Empúries (01-1809)
- Cacabelos (01-1809)
- Lugo (01-1809)
- Zamora (01-1809)
- Astorga (01-1809)
- La Corogne (01-1809)

Le siège de Roses ou siège de Rosas se déroule du 7 novembre au 5 décembre 1808 à Roses, en Catalogne, dans le cadre de la guerre d'indépendance espagnole. Il oppose un corps d'armée franco-italien sous les ordres du général de division Laurent de Gouvion-Saint-Cyr à la garnison anglo-espagnole de la ville dirigée par le colonel Peter O'Daly. La citadelle capitule après un mois de siège, livrant plus de 2 000 prisonniers aux assaillants.
À l'été et à l'automne 1808, les troupes françaises du général Duhesme se retrouvent isolées dans Barcelone par les 24 000 hommes de l'armée espagnole de Juan Miguel de Vives y Feliu. Avec 23 000 hommes, Gouvion-Saint-Cyr reçoit pour mission de dégager les forces de Duhesme. Le premier obstacle qui se dresse face à lui est le port de Roses, défendu par une citadelle installée sur un promontoire dominant la ville et par un château proche de la mer. Les 3 500 défenseurs de Roses sont pour la plupart des miquelets catalans, notamment ceux du colonel Juan Clarós, et des réguliers espagnols du régiment Fija de Roses. En dépit du soutien des navires britanniques et de la résistance de la milice catalane ainsi que des marins du capitaine Cochrane dans le château, la garnison ne peut empêcher les lignes de siège franco-italiennes de resserrer leur étau autour de la citadelle. 
Les défenseurs de Roses se rendent finalement au général Honoré Charles Reille le 5 décembre 1808. Les soldats et les civils à l'intérieur de la citadelle sont conduits en captivité à Figueras tandis que les défenseurs du château sont évacués par les Britanniques avant de rejoindre les forces espagnoles de Vives au sud. Quant à Gouvion-Saint-Cyr, il cherche à présent le moyen de contourner Gérone pour secourir Duhesme au plus vite. Le général français fait alors le pari d'une stratégie audacieuse mais risquée qui débouche sur la bataille de Cardedeu, le 16 décembre 1808.

## Contexte

### Les premières opérations
En 1808, Napoléon, qui projette de renverser la famille royale d'Espagne, ordonne à ses troupes d'occuper plusieurs points stratégiques sur le territoire espagnol, parmi lesquels Barcelone. Le 29 février 1808, un contingent français sous les ordres du général de division Giuseppe Lechi pénètre dans Barcelone, soi-disant pour participer à la lutte contre le Portugal. Lechi organise une revue militaire, dont il compte en réalité se servir comme d'un stratagème pour s'emparer plus facilement de la citadelle. Alors que ses soldats défilent devant la porte principale de la forteresse, ces derniers obliquent soudainement vers la gauche et se précipitent à l'intérieur de la place. Sans tirer un seul coup de feu, le troupes françaises reconduisent la garnison espagnole stupéfaite à l'extérieur de la citadelle et se rendent maîtresses des fortifications. Saint-Sébastien, Pampelune et Figueras tombent également aux mains des Français. Le 2 mai 1808, la population de Madrid s'insurge contre l'occupant français lors du soulèvement du Dos de Mayo.
En juin 1808, un corps franco-italien de 12 710 hommes, sous les ordres du général de division Guillaume Philibert Duhesme, arrive à Barcelone. Il se compose de la 1re division du général Joseph Chabran, forte de 6 050 soldats en huit bataillons, de la 2e division du général Lechi, pourvue de 4 600 soldats en six bataillons, de 1 700 cavaliers répartis en neuf escadrons sous le commandement respectif des généraux de brigade Bertrand Bessières et François Xavier de Schwarz et de 360 artilleurs. Si les autorités françaises à Madrid pensent que Duhesme n'aura pas trop de mal à éradiquer la rébellion en Catalogne, elles sous-estiment largement l'ampleur de l'insurrection ; les miquelets, sortes de milices catalanes, se mobilisent ainsi en grand nombre pour harceler les Français. Dès le mois de juin, Chabran et Schwarz subissent une défaite à la bataille de El Bruc tandis que Duhesme essuie un échec devant Gérone.
Désormais conscient des difficultés rencontrées par ses troupes, Napoléon ordonne au général de division Honoré Charles Reille de venir en aide à Duhesme avec une division de renfort. Même si les hommes qui composent cette dernière sont de piètre valeur militaire et dispersés un peu partout dans le sud de la France, Reille rassemble promptement une partie de ses effectifs et parvient à dégager la garnison française de Figueras. Rejoint par le reste de sa division, il se dirige ensuite vers le port de Roses.

### Première attaque sur Roses

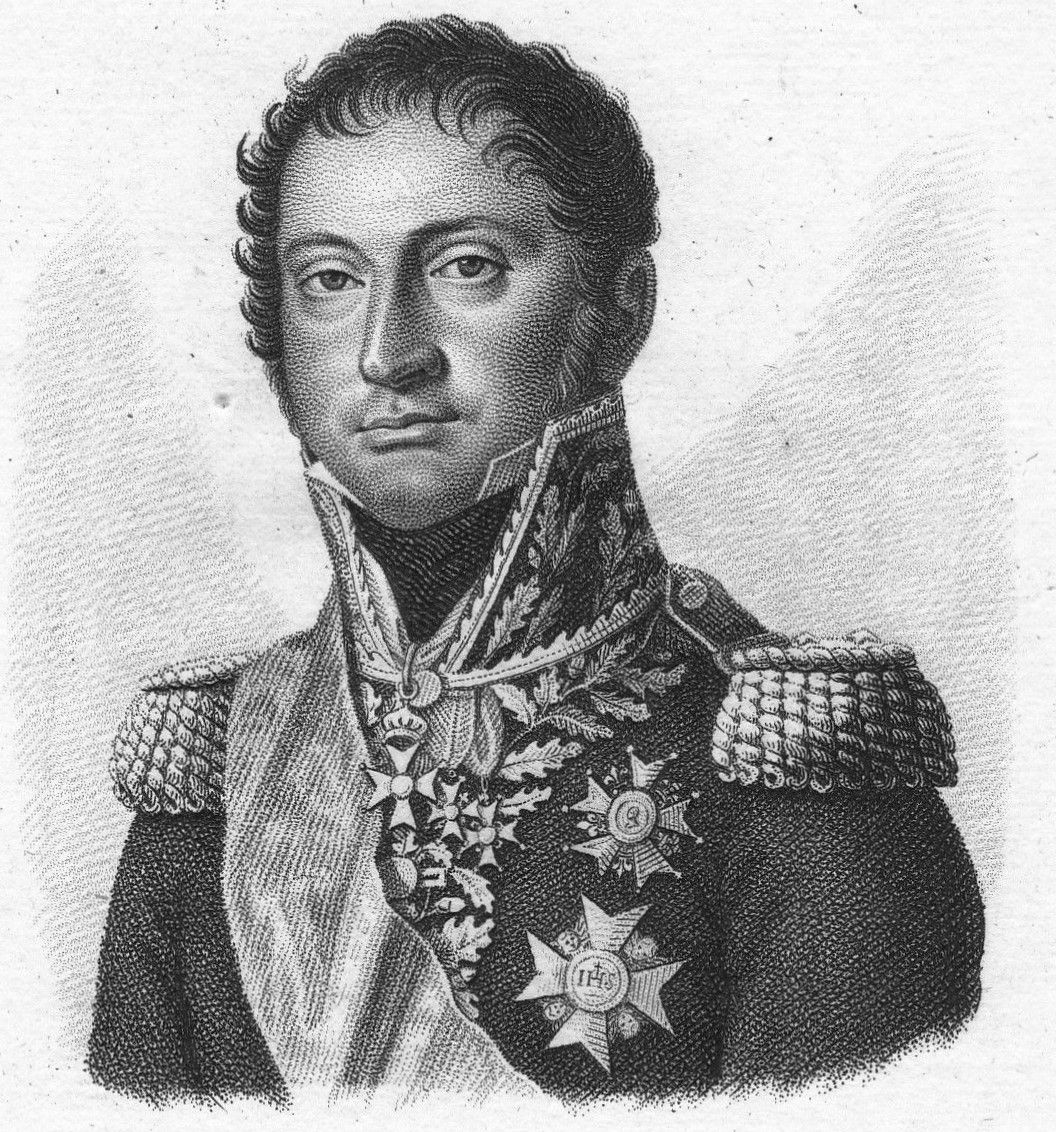
Le général de division Honoré Charles Reille.

Reille dispose en tout de 4 000 hommes et deux canons, soit les deux bataillons du 113e régiment d'infanterie de ligne, les 560 hommes des Chasseurs des Pyrénées-Orientales, deux compagnies du 2e régiment d'infanterie suisse, 700 gendarmes et réservistes départementaux et divers bataillons de marche et de conscrits. La ville de Roses est gardée par 800 hommes du régiment Fija de Roses et 400 miquelets. S'y ajoutent 5 000 miquelets du colonel Juan Clarós, déployés dans les collines avoisinantes. Les défenseurs reçoivent en outre l'appui opportun d'un navire de guerre britannique, le HMS Montagu, dont le capitaine Robert Otway envoie ses marins à terre afin de prêter main-forte aux Espagnols. Reille tente une première attaque le 11 juillet 1808, mais ses troupes sont repoussées avec une perte de 200 hommes ; les pertes espagnoles sont minimes.
À la suite de cet échec, Reille fait mouvement en direction de Gérone. Lorsqu'il arrive sur place, il se joint à Duhesme pour entamer le siège de la ville (en). Pendant ce temps, 5 000 soldats réguliers espagnols en provenance des îles Baléares, sous le commandement du marquis Del Palacio, débarquent à Tarragone. Nommé capitaine-général de la Catalogne, Del Palacio unit ses troupes régulières aux masses d'irréguliers catalans pour entamer le blocus de Barcelone le 1er août 1808. Le général Lechi, qui commande les 3 500 soldats italo-suisses présents dans cette ville, redoute d'être confronté à tout moment à une révolte de la population. Bientôt contraint d'abandonner ses avant-postes, en particulier le château de Montgat, ses rapports à l'attention de son supérieur, le général Duhesme, se font de plus en plus alarmants.
Duhesme, qui dispose pourtant de 13 000 soldats devant Gérone, doit s'avouer vaincu lorsque ses lignes de siège sont attaquées sur ses arrières par les troupes du général Caldagues. Renonçant à ses projets de conquête, Duhesme ordonne la retraite sur Barcelone tandis que Reille retourne à Figueras. En longeant la côte, les troupes impériales sont bombardées par la frégate britannique HMS Imperieuse du capitaine Thomas Cochrane, ce qui les force à s'éloigner du rivage. Après avoir jeté huit canons de campagne à la mer et abandonné leurs bagages, les hommes de Duhesme se retirent dans les montagnes et parviennent finalement à Barcelone le 20 août. En octobre, Napoléon constitue un nouveau corps d'armée, avec à sa tête le général de division Laurent de Gouvion-Saint-Cyr, afin de se porter au secours de Barcelone.

### Les forces disponibles pour la campagne

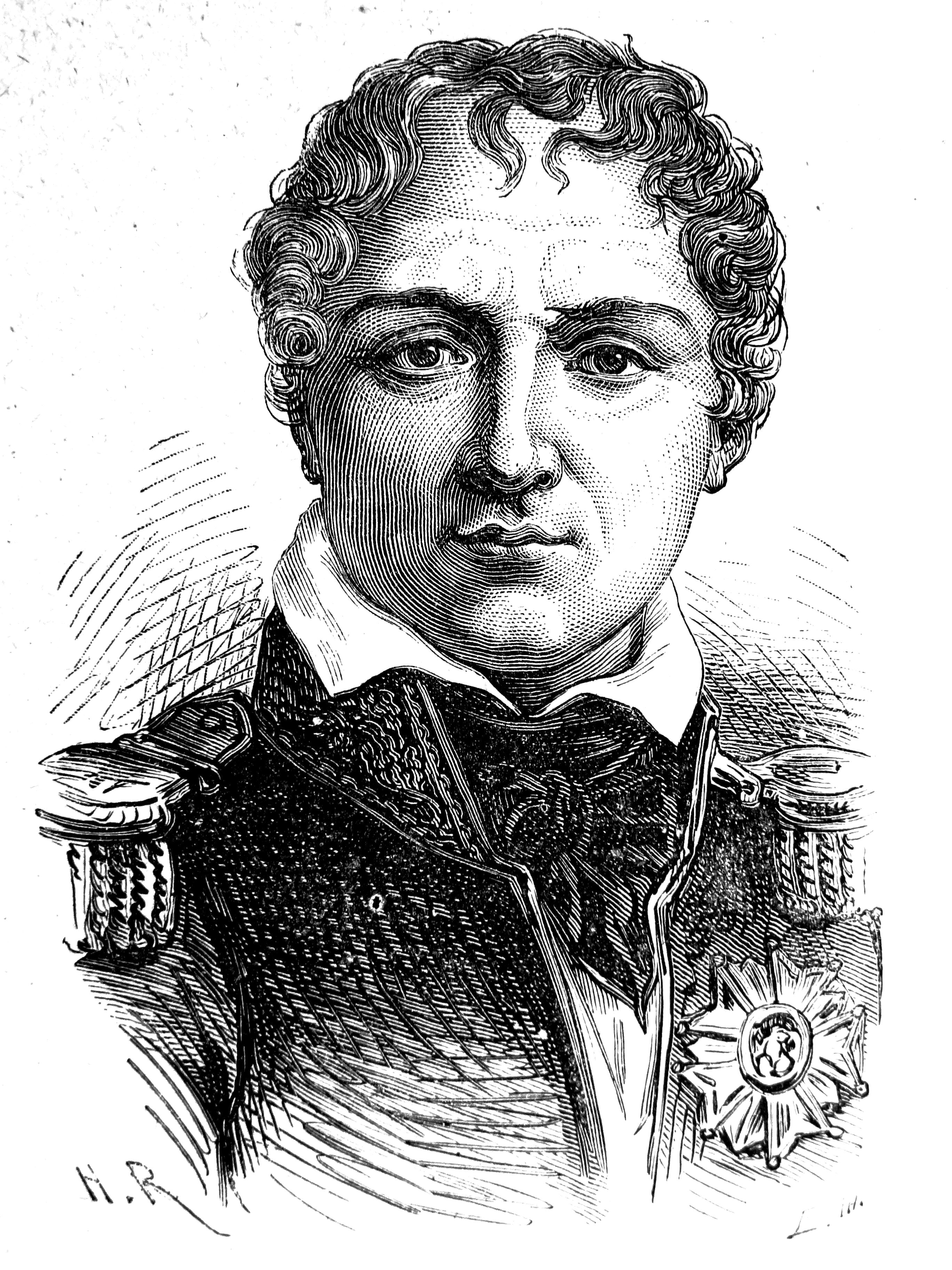
Le général de division Laurent de Gouvion-Saint-Cyr, commandant en chef le 7e corps en Catalogne.

Le 7e corps français de Saint-Cyr comprend six divisions d'infanterie et trois brigades de cavalerie. La 1re division de Chabran, la 2e division de Lechi et les brigades montées de Bessières et de Schwarz sont enfermées dans Barcelone avec Duhesme et par conséquent indisponibles ; Gouvion-Saint-Cyr ne dispose donc en pratique que de la 3e division de Reille à 12 bataillons, de la 4e division de Souham à 10 bataillons, de la 5e division du général de division Pino à 13 bataillons, de la 6e division de Chabot à trois bataillons et de la brigade de cavalerie du général de brigade Jacques Fontane, forte de deux régiments, un de dragons et un de cavalerie légère. À cet ensemble s'ajoute un régiment de dragons sans affectation. En comptant les troupes de Duhesme bloquées dans Barcelone, l'effectif du 7e corps se monte à 42 380 hommes. Pour parvenir ce total, l'Empereur a été contraint de dégarnir en partie les garnisons stationnées en Italie, dont de l'artillerie de siège qui arrive à la frontière espagnole le 28 octobre.
Coincés dans Barcelone, les 10 000 hommes de Duhesme sont dans une situation critique, mais Del Palacio ne mène pas les opérations avec une grande vigueur. Il ordonne même à Caldagues de s'établir sur une ligne de 24 km de long avec 2 000 réguliers et 4 000 à 5 000 miquelets, alors que lui-même, resté à Tarragone, se trouve éloigné du théâtre des opérations. À Barcelone, Duhesme ne reste pas inactif et envoie régulièrement des contingents battre la campagne environnante à la recherche de nourriture et de fournitures diverses pour ses soldats. Les excursions s'arrêtent néanmoins après qu'un de ces contingents ait été sévèrement malmené par les Espagnols le 12 octobre. Le 28, Del Palacio est démis de ses fonctions par la junte catalane et remplacé par le capitaine général Juan Miguel de Vives y Feliu. Le nouveau commandant en chef est un vétéran de la guerre du Roussillon, ayant notamment commandé l'aile gauche espagnole lors de la bataille du Boulou en 1794. Le 6 novembre, Vives attaque les avant-postes français. Ce premier heurt est suivi d'une période d'accalmie jusqu'au 26 novembre, date à laquelle une offensive coordonnée par Vives contraint les Français à se réfugier à l'intérieur de l'enceinte de Barcelone.
À l'automne 1808, l'armée espagnole de Catalogne, forte de 20 031 hommes, déploie une avant-garde, quatre divisions et une réserve. Commandant l'avant-garde, le brigadier général Mariano Álvarez de Castro a sous ses ordres 5 500 fantassins en cinq bataillons et un escadron d'une centaine de cavaliers. Le maréchal de camp Caldagues est à la tête de la 1re division, dotée de sept bataillons d'infanterie (4 528 hommes), de quatre escadrons de cavalerie (400 hommes) et de six canons servis par 70 artilleurs. Le maréchal de camp Gregorio Laguna, aux commandes de la 2e division, dispose de 2 076 fantassins en cinq bataillons avec 200 cavaliers formant deux escadrons, auxquels s'ajoutent sept bouches à feu servies par 84 artilleurs. La 3e division, sous le commandement du colonel Gaspar Gomez de la Serna, aligne cinq bataillons pour un total de 2 458 hommes tandis que la 4e division sous le colonel Francisco Milans del Bosch présente un effectif de 3 710 hommes en quatre bataillons. La réserve se compose de 777 fantassins, 80 cavaliers et 48 artilleurs avec quatre canons,.

## Forces en présence lors du siège

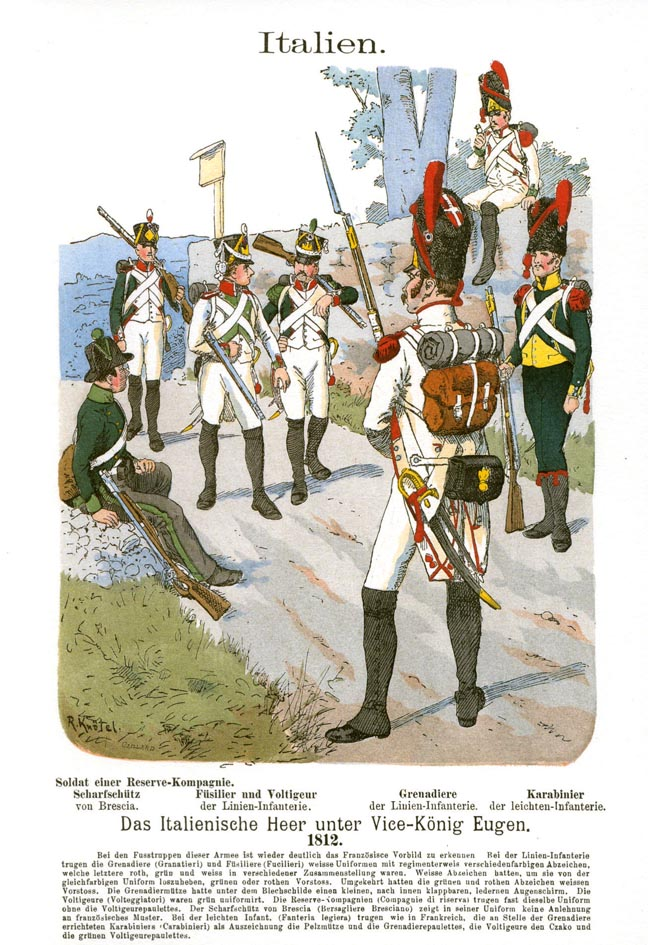
Infanterie de ligne et infanterie légère de l'armée du royaume d'Italie. Lors du siège de Roses, les 13 bataillons italiens de la division Pino forment une part importante des troupes du général Reille.

Les effectifs de Gouvion-Saint-Cyr pour cette campagne se montent à 23 000 hommes. Le général en chef laisse à Reille le soin de mener les opérations de siège tandis que lui-même avec le gros des troupes se tient prêt à repousser toute tentative de secours. Reille dispose de sa propre division et de celle du général italien Pino, soit un total de 12 000 soldats en 24 bataillons soutenus par quatre batteries d'artillerie à pied. La 3e division, sous les ordres directs de Reille, comprend le 32e léger, les 16e, 56e et 113e de ligne à un bataillon, quatre bataillons du régiment de Perpignan, le bataillon valaisan, un bataillon de Chasseurs des Montagnes et la 5e légion de réserve, également pourvue d'un seul bataillon. La 5e division de Pino, placée sous le commandement de Reille, s'articule autour des 1er léger, 2e léger et 6e de ligne italiens forts de trois bataillons chacun, de deux bataillons du 4e de ligne et des 5e et 7e régiments de ligne italiens à un seul bataillon.
Face aux Franco-Italiens, la garnison de Roses peut compter sur 3 500 soldats et 58 canons, commandés par le colonel Peter O'Daly. Les troupes régulières y sont représentées par 150 hommes du régiment d'infanterie Ultonia, une compagnie du régiment suisse Wimpffen, un demi-bataillon du 2e léger de Barcelone et 120 artilleurs. Au cours du siège, un petit bataillon supplémentaire du régiment Borbon vient renforcer les défenseurs. Le reste de la garnison se compose des formations de miquelets (« tercios ») Berga, Figueras, Igualada et Lerida. La Royal Navy fournit un appui naval avec le HMS Excellent, un navire de 3e rang sous le commandement du capitaine John West. Pendant le siège, l’Excellent est remplacé par le HMS Fame, un 74 canons aux ordres du capitaine Richard Bennett. Deux bombardes, le HMS Meteor et le HMS Lucifer, sont également présentes au large de la côte. Cette flottille est tardivement rejointe par la frégate HMS Imperieuse du capitaine Thomas Cochrane.

## Le siège
Le port de Roses est protégé par une citadelle de type Vauban (la ciutadella de Roses) et par le château de la Trinité, tout proche. Les premières fortifications, mises en chantier en 1543 sur ordre de l'empereur Charles Quint, sont achevées en 1570 et assiégées à trois reprises : en 1645, en 1693 et de 1794 à 1795. La citadelle, en forme de pentagone modifié, compte cinq bastions et quatre demi-lunes, ces dernières permettant de soutenir une attaque dans n'importe quelle direction sauf celle de la mer. Légèrement excentré, le Castillo de la Trinidad est un ouvrage en forme d'étoile à quatre branches juché sur un promontoire à 60 m d'altitude. La citadelle se trouve juste à l'ouest de la ville tandis que le château est implanté sur une hauteur à environ 2 km au sud-sud-est de la forteresse. Au nord-est, une colline surplombe le fort du haut de ses 300 m.

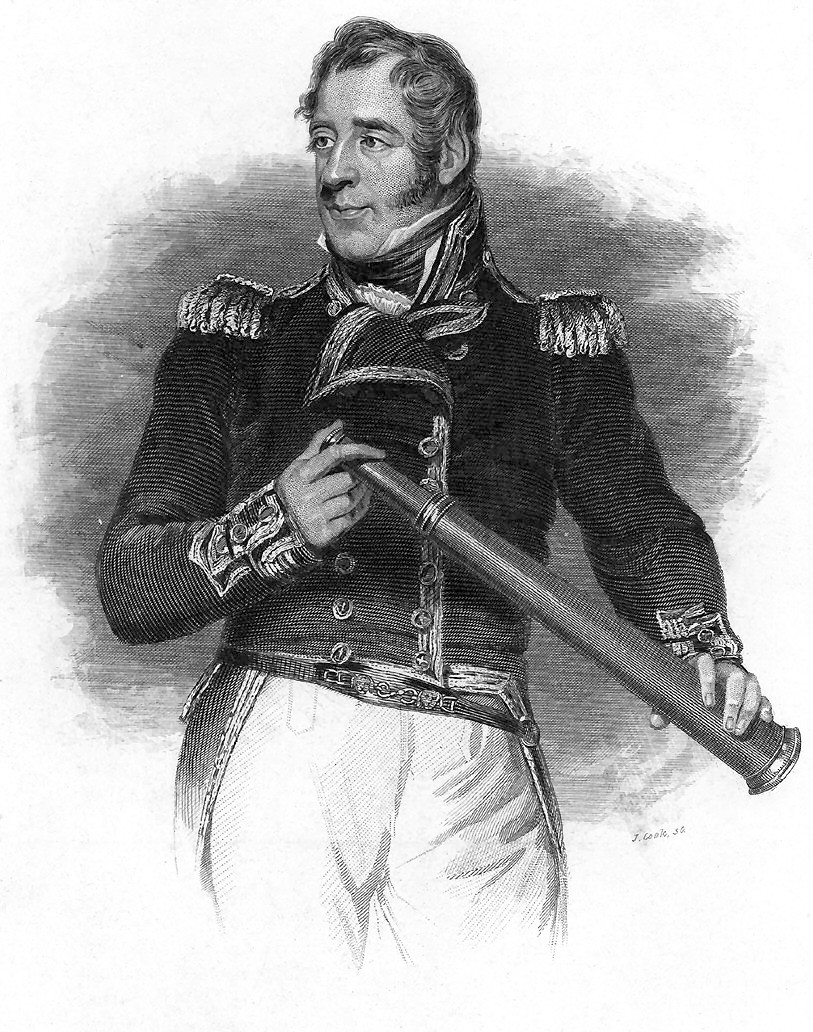
Le capitaine britannique Thomas Cochrane. À son arrivée à Roses à la fin du mois de novembre 1808, il prend le commandement des défenseurs du château de la Trinité.

Le 8 novembre, un épais brouillard s'abat sur la ville et ses environs. Une troupe de miquelets profite de l'occasion pour attaquer le corps de Gouvion-Saint-Cyr tandis que la garnison emmenée par O'Daly tente un coup de main sur le campement de Reille. Aucune de ces initiatives ne parvient toutefois à ralentir sensiblement les opérations de siège. Le même jour, la population civile est évacuée par la mer à bord des vaisseaux britanniques. Après une semaine exécrable durant laquelle il pleut sans discontinuer, Reille lance une première attaque sur le château, qui échoue. L'artillerie de siège française arrive sur place le 16 novembre et, la pluie ayant cessé, les hommes de Reille s'empressent de creuser des emplacements à leur usage. L'insuffisance du fourrage ayant contraint les assaillants à se séparer de leurs montures, ces derniers en sont réduits à transporter leurs canons à bout de bras. Bien qu'il dispose de forces suffisantes, Vives refuse de se porter au secours de la place. Seul Álvarez de Castro, depuis Gérone, se dirige vers Roses le 24 novembre, mais il est arrêté dans sa marche par le fleuve Fluvià en crue et doit renoncer.
Le 26 novembre, un assaut des Italiens débouche sur la prise de la ville, ce qui permet à Reille d'installer ses canons sur la côte et de tirer sur les navires britanniques. À cette époque, O'Daly reçoit le renfort d'un bataillon de troupes régulières. Le 28, Reille somme la forteresse de se rendre, mais O'Daly décline l'offre. Le capitaine Thomas Cochrane arrive à son tour sur les lieux et assure la défense du Castillo de la Trinidad avec une troupe hétéroclite d'Espagnols et de marins britanniques. Le 30 novembre, les soldats de Pino tentent de s'emparer de la position, en vain. À la suite de cet échec, Reille décide de concentrer en priorité ses efforts sur la réduction de la citadelle.
Sous la canonnade française, une brèche ne tarde pas à être ouverte dans les murs de la forteresse. Le 3 décembre, le commandant espagnol détache 500 hommes afin de neutraliser la plus efficace des batteries françaises. L'opération est un échec complet et les assaillants, décimés, se replient sur leurs positions en désarroi. Le 4, les lignes de siège franco-italiennes ne sont plus qu'à 180 m des murs et Reille prépare ses troupes en vue d'un assaut général. O'Daly capitule alors sans conditions. Le 5 décembre, 2 366 soldats espagnols déposent les armes, lesquels s'ajoutent aux 700 pertes déjà subies par la garnison lors du siège. Le même jour, après que les couleurs catalanes et espagnoles aient été abaissées, Cochrane abandonne le château à midi avec ses 180 occupants. Le bastion côté terre et la tour sont détruites avec de la poudre fournie par l’Imperieuse. Le feu bien dirigé de l'artillerie française empêche néanmoins la marine britannique de secourir le reste de la garnison. À l'issue du siège, le corps franco-italien déplore 1 000 tués, blessés ou morts de maladies.

## Conséquences
Après avoir perdu un mois entier devant Roses, il devient urgent pour l'armée impériale de venir dégager Duhesme dont les réserves de vivres s'amenuisent dangereusement. Pour rallier Barcelone, deux routes s'offrent à Gouvion-Saint-Cyr : la corniche en bord de mer, bloquée et à portée des canons de l'escadre de Cochrane, et la route intérieure, qui passe à proximité de la redoutable forteresse de Gérone. Feignant d'attaquer la ville pour tromper Vives, le général français se présente sous les murs de Gérone avec 15 000 fantassins et 1 500 cavaliers ; puis, ayant renvoyé son artillerie et ses bagages, il conduit ses troupes à travers les montagnes, dépasse Llagostera le 13 décembre et rattrape la route intérieure à Sant Celoni trois jours plus tard. La confrontation avec les forces de Vives se produit dès le lendemain lors de la bataille de Cardedeu.